# Almati-1
Almati-1 é uma estação ferroviária localizada na cidade de Almati, no Cazaquistão. Almati foi um dos primeiros lugares no país a ter uma estação ferroviária. Serve como um ponto de partida principal para passageiros que viajam localmente e internacionalmente. Os comboios para Aktobe, Kostanay, Karaganda, Pavlodar e Novosibirsk saem de Almati-1 e passam pela estação Almati-2.

## Design
O exterior da estação está decorado com uma mistura de vitrais e painéis de alumínio. O primeiro andar da estação abriga espaços de escritórios, enquanto o segundo e terceiro andares têm instalações para relaxamento e jantar. As plataformas de passageiros estão localizadas nos níveis subterrâneos da estação.
O monumento Alibi Zhangildinu, pelos escultores Tylegen Dosmagambetov e Olga Prokopeva, apresenta Alexander Dzhangeldinu, uma figura popular do estado que organizou a luta para estabelecer o poder soviético no Cazaquistão, e fica fora da estação na Praça da Estação Ferroviária.
Almati-1 e Almati-2 trabalhadores da estação vivem em um estabelecimento próximo chamado distrito de Turksib, fundado em 1932 sob o proletário anterior, Kaganovichesky. 

## História
Em 19 de julho de 1929, o primeiro trem, uma locomotiva E-1441, chegou a Almati. Em 1974, este trem foi instalado na estação Almati-2 como um monumento. Almati-1 estação foi construída para trazer trabalhadores de alto escalão e convidados estrangeiros para a república. Depois que Turksib foi fundado, trouxe a indústria a Almati e em uns anos mais atrasados, Krasnogvardeyskiy transformado Prospekt, nomeado agora Suyunbay, em uma zona industrial.  Caracterizou elevadores, fábricas, construção residential (casas so-called Finnish), o estádio de Baum, e o primeiro aeródromo. O primeiro trem suburbano, chamado "Gorvetka", com nove carros de mercadorias e um carro de passageiros, partiu da estação Almati-1 em 25 de janeiro de 1930, às 2:27 am, começando a era do transporte público em Almati. A estação serviu de ponto de partida tanto para os bens industriais como para os trabalhadores. Os comboios de passageiros chegaram à estação enquanto os comboios suburbanos passavam para Almati-2. À medida que a produção de bens industriais aumentou, mais oportunidades de trabalho foram criadas, o que trouxe mais pessoas para viver na área. Isto conduziu a um aumento dos passageiros na estação Almati-1. Até o final dos anos 1960, a infra-estrutura da estação ferroviária era incapaz de lidar com o aumento do fluxo de passageiros e precisava ser atualizado. A construção no projeto foi adiada, no entanto, devido às autoridades na época apenas ser autorizados a construir projetos que custam um máximo de um milhão de rublos.
Para ultrapassar este limite, era necessária a permissão de Moscovo, mas com isso significaria que o projecto de construção seria controlado pelas autoridades centrais. O secretário de Estado do Cazaquistão, Dinmukhamed Kunayev, levantou questões sobre o projeto durante uma reunião da comissão de planejamento estadual e no governo central. Considerou-se a expansão da estação Almati-2, uma vez que Almati-1 estava localizada em uma área de falhas tectônicas. No entanto, Kunayev e as autoridades republicanas estavam contra a ideia de um centro industrial forte no centro da cidade e argumentou que um bairro inteiro de casas teria que ser demolido para acomodar a expansão. Funcionários da cidade de Almati encontraram um arquiteto que propôs um plano para a nova estação Almati-1, levando em conta a estabilidade sísmica do edifício e aumentando sua força. No entanto, os funcionários de Moscou do Comitê Estadual da URSS não se interessaram pelo caro projeto e estavam mais preocupados com o orçamento e o custo dos materiais. O custo final do projeto foi de dois milhões e meio de rublos e a construção da nova estação começou no outono de 1969. O principal contratado foi Kazahtransstroy, sob a liderança de Mustafa Kazybekova. A construção foi realizada sob a supervisão constante das autoridades republicanas. Após a conclusão, a estação foi considerada uma das instalações mais modernas na União Soviética e foi descrito como um "portão cerimonial" para Almati. Em 20 de maio de 1974, durante a inauguração do terminal terminado, Mustafa Kazybekova entregou uma chave simbólica ao primeiro chefe da estação, Rysty Kasenova. A renovação do edifício foi concluída em 2007.